# Château d'Escabes
Le château d'Escabes est un château situé à Lisle-sur-Tarn, dans le Tarn (France).
Bâti au XVIIe siècle et maintes fois remanié, c'est le centre d'un domaine viticole. Bel édifice en brique, il se démarque par ses deux façades principales de styles architecturaux différents.

## Historique

### Origine
Le château d'Escabes a sûrement été édifié dans le courant du XVIIe siècle, comme en témoigne l'architecture et l'organisation générale de la bâtisse, mais aussi une brique portant la date de 1665 et se trouvant sur la tour sud-est. Il appartient alors à la famille d'Adhémar, seigneur de Lantaniac, qui est alors la plus puissante famille noble de la ville.

### Évolution architecturale
Les deux principaux corps de logis semblent dater du XVIIIe siècle, et ont été fortement modifié dans la seconde moitié du XXe siècle. Ils n'apparaissent en tout cas pas sur les premiers plans du château, mais on les voit en 1830, sur le cadastre. Vers la fin du XIXe siècle, le bâtiment ouest est largement réaménagé pour accueillir des chais.[réf. souhaitée]
En 1974, il est racheté par la famille Hauchard. En 1989, un incendie ravage l'intérieur du château et toute la façade nord qui est ensuite reconstruite. Le domaine du château accueille aujourd'hui un domaine viticole appelé Château d'Escabes et sous l'appellation d'origine contrôlée Gaillac.

## Architecture
Le château d'Escabes se présente sous la forme de trois bâtiment construits selon un plan en U. Le corps de logis principal s'ouvre sur une belle cour intérieure, fermée au nord par un portail de fer forgé. Les façades donnant sur la cour sont couvertes d'un enduit jaune-orangé, tandis que les façades extérieures laissent apparentes leurs briques. 
Le corps de logis principal s'élève sur deux étages et est flanqué de quatre tours en ses angles. La façade principale, reconstruite après l'incendie de 1989 est de style néo-classique. Elle est flanquée de deux tours carrées à trois étages et est très ornementée. Elle se découpe en trois travées identiques, ouvertes au rez-de-chaussée par une succession de portes-fenêtres arrondies et d'oculus, et au premier étage par de hautes fenêtres à frontons. A cela s'ajoute un mélange d'alcôves, de bandeaux et de colonnes en bas-relief. La façade arrière, donnant au sud, est bien plus austère. Elle est ouverte par un beau perron montant vers une porte en plein cintre entourée d'une colonnade. Celui-ci est surmonté par un balcon, lui-même surplombé par un large fronton triangulaire. Cette façade est flanquée de deux tourelles carrées à toit pyramidal, semblables à des échauguettes.